# Mexiquillo
Mexiquillo es un parque natural ubicado al oeste del estado de Durango, México en el municipio de Pueblo Nuevo, sobre la Sierra Madre Occidental. Es el paraje natural más visitado del estado y uno de los de mayor atractivo.
El parque tiene una extensión de 13.475 hectáreas, de las cuales 152.75 hectáreas son de bosque virgen como reserva ecológica. A través del parque pueden encontrarse cascadas, un sistema de barrancas, túneles, numerosas formaciones rocosas y un tupido bosque de coníferas con especies endémicas de la región como el Pinus durangensis y el Pinus engelmannii.
Gran cantidad de actividades ecoturísticas y de aventura como campismo -que es la más común-, excursionismo, kayak, rapel, ciclismo de montaña, e incluso alpinismo, son practicadas en el parque por los visitantes.
Aunque aún no es un parque nacional o un monumento natural, se constituye como un centro turístico de alta montaña y cuenta con servicios de alojamiento cercanos a la localidad de La Ciudad, ubicada en las proximidades del parque.

## Historia
Aunque no se tienen registros de pobladores anteriores al establecimiento de la localidad de La Ciudad, se sabe de la presencia de grupos indígenas que recorrían la Sierra Madre Occidental antes de la construcción de aserraderos para el aprovechamiento del bosque.
Durante el gobierno del presidente Adolfo López Mateos se comenzó a construir el plan de la vía férrea Durango - Pacífico, una idea similar a la actual línea férrea Chihuahua – Pacífico. La localidad de La Ciudad comenzó alrededor del año 1960 como un poblado no permanente de constructores del ferrocarril y de trabajadores para los numerosos aserraderos que se edificaron en los alrededores. Se construyeron terraplenes, túneles y caminos para comenzar el tendido de las vías férreas. 
Sin embargo, otro proyecto similar, la carretera Durango - Mazatlán llegó a convertirse en un proyecto más fiable y menos costoso que comunicaría la costa con la capital del estado.
Hacia el final del gobierno del presidente López Mateos se canceló el plan ferroviario y se optó por continuar la carretera que terminaría de construirse hacia el final del periodo. 
La localidad de La Ciudad permaneció en la ruta del nuevo camino, mientras que los terraplenes y túneles subsistieron a través del trazado para el ferrocarril. Con el tiempo, hubo cada vez más visitantes dispuestos a caminar para admirar las cascadas desde los terraplenes y los túneles que dejó el proyecto no concluido y así se gestó la idea de convertir el paraje en un parque natural y al tiempo en desarrollo turístico.

## Atractivos Naturales

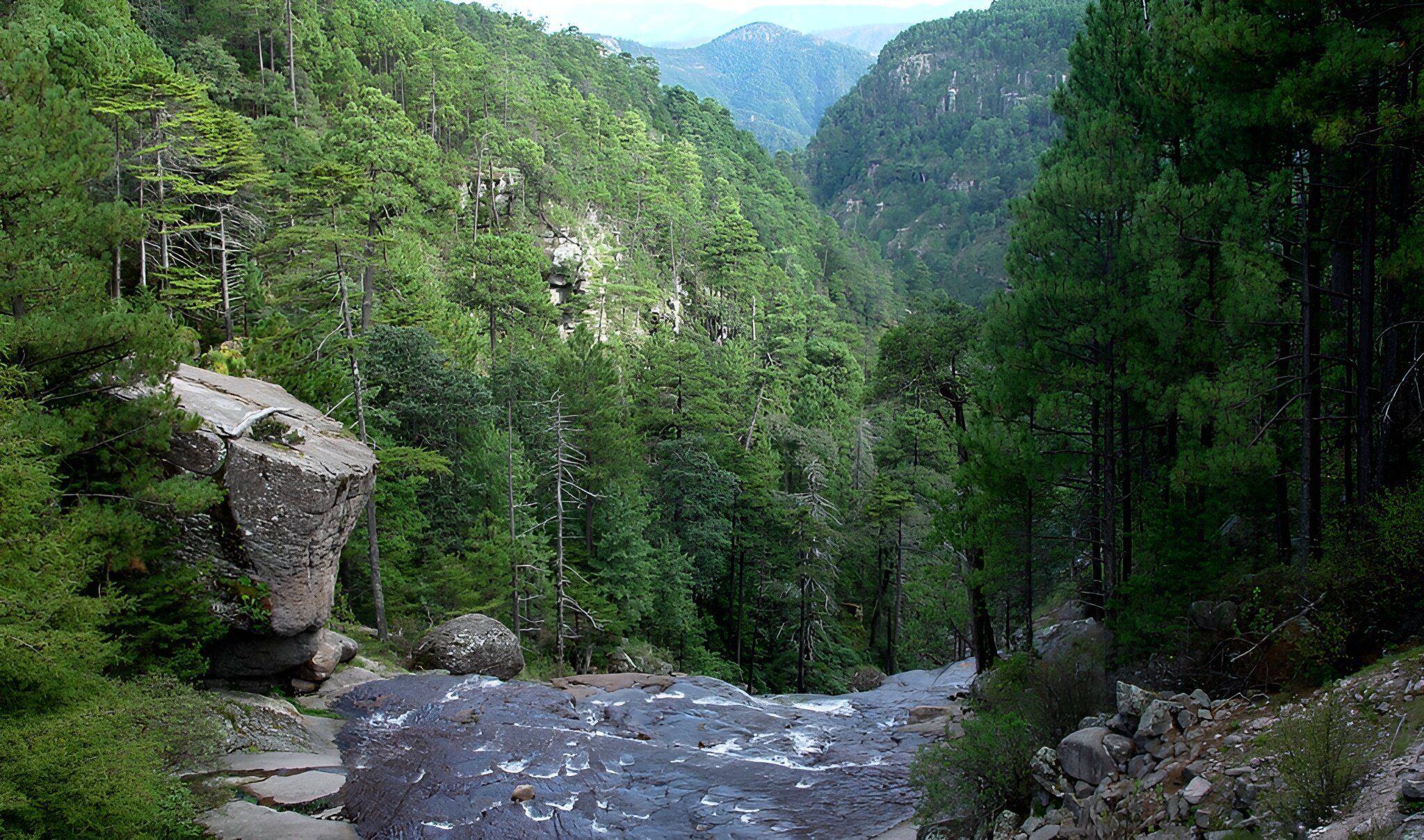
Vista del cañón y el bosque de coníferas en Mexiquillo.

Entre los atractivos más significativos del lugar se encuentran:
- Formaciones rocosas: En los llanos del parque se encuentran numerosas formaciones rocosas que llegan a superar los 7 -e incluso 8- metros de altura, dichas formaciones están constituidas por roca ígnea extrusiva, y en menor proporción, riolita; existen también algunas formaciones de basalto y roca plutónica. Esta zona del parque es conocida por los lugareños como "Jardín de Piedras" haciendo alusión a la singular disposición de las rocas a través de claros en el bosque.
- Cascadas: En el parque existen numerosas caídas de agua, aunque algunas de ellas no se encuentran cerca del recorrido común de los visitantes, la más conocida es la cascada Mexiquillo que cuenta con 20 metros de altura. Los tres ríos principales que cruzan el parque tienen diferentes caídas de agua que llegan a superar los 50 metros.
- Túneles: Parte del recorrido principal del lugar es la ruta del camino llamado comúnmente "terraplén", este camino fue habilitado a través del bosque para llevar las vías del ferrocarril, y, en las partes escarpadas, se construyeron túneles para salvar los terrenos difíciles de trazar. En Mexiquillo existen nueve túneles principales, todos con una amplitud de 5 metros y una altura de 6 metros para facilitar el paso del ferrocarril no construido, las longitudes van desde 100 metros hasta 1.68 kilómetros. Están construidos a modo de bóveda de cañón. Es altamente recomendable utilizar linternas en su recorrido ya que en su interior se pierde la visibilidad. El último túnel fue bloqueado en el año 2009 por un deslave ocurrido en tiempo de lluvias.
- Bosque: El bosque del lugar es muy tupido, con mucha variación en la vegetación a causa de microclimas causados por la topografía y la altitud.

## Localización
Mexiquillo se encuentra próximo al poblado de La Ciudad, desde la ciudad capital de Victoria de Durango, se encuentra a aproximadamente 135 kilómetros al oeste.
Al parque se puede llegar en automóvil siguiendo la carretera Durango - Mazatlán (Carretera México Federal 40) y tomando la desviación señalada en el poblado de La Ciudad, sin embargo, existen travesías ofrecidas por varias compañías que trasladan al visitante al parque o a sus cercanías.
Las coordenadas de la entrada al parque son 23°43′20.65″N 105°40′49.74″O / 23.7224028, -105.6804833.

## Curiosidades
En este poblado se rodó en 1981 la película Caveman, protagonizada por Ringo Starr.
También se rodaron allí películas como Cuchillo, con Andrés García, Dragon Ball Evolution, El Gavilán de la Sierra, y Pueblo de Madera, con Mario Almada.
- Datos: Q6012191
- Multimedia: Parque natural Mexiquillo / Q6012191